# Jeroni Miquel Alsina i Bes
Jeroni Miquel Alsina i Bes (Barcelona, 21 de desembre de 1937, Barcelona 21 de febrer de 2007) va ser un músic i director de cor catalans.
L'afició per la música li arribà de ben petit, tot i l'absència de músics a la seva família. Als 8 anys inicià els estudis de musicals a l'Escola de Música de Barcelona (actual Conservatori Municipal de Barcelona), d'amagat dels seus pares.
Va seguir amb els estudis de música gràcies a les beques que les seves bones qualificacions li van aconseguir. Als 13 anys va ser notícia a la premsa de l'època com a brillant alumne de música. Els seus instruments foren el piano i el violoncel. Va tenir alumnes particulars de música des dels 14 anys. En aquesta època va poder assistir amb el seu gran amic violoncel·lista Pere Busquets a les classes magistrals que el mestre Pau Casals impartia a Prada de Conflent. Fou professor de música a l'Institut Ausiàs Marc. Als 21 anys va opositar i guanyà la catedra de música al nou Conservatori de Música d'Ourense.
Com a director de coral fou el sotsdirector de la Schola Cantorum Universitaria Barcinonensis en l'època del mestre Ernest Cervera i Astor i més endavant, degut l'avançada edat del mestre, n'assumí la direcció fins a l'any 1967. També va dirigir la Societat Coral La Floresta, a la dècada dels anys 60, i com a director d'orquestra dirigí l'Orquestra de Cambra Don Bosco (del Círculo Don Bosco dels Salesians) entre els anys 1956-1960, i l'Orquestra de Cambra Pro-Art de Barcelona a la dècada dels 80.
Home polifacètic, cursà també estudis universitaris de Matemàtiques, Química i Magisteri. L'any 1968, després d'anys de docència particular i en diverses acadèmies i escoles, va crear la seva pròpia escola: les Escoles Mogli, d'on fou el director durant 20 anys, fins a la seva jubilació. Morí el 21 de febrer de 2007, als 69 anys, després de lluitar 6 anys i mig contra el càncer. Jeroni-Miquel Alsina i Bes ha estat sempre un gran melòman i la música l'ha acompanyat tota la seva vida, tant professionalment com en la seva vida privada.